# Biuro Filmowe Stefan Nasfeter
Biuro Filmowe Stefan Nasfeter – polska wytwórnia filmowa w Warszawie, która nakręciła dwa filmy. Produkcję trzeciego – Inżynier Szeruda – przerwała II wojna światowa.
Właścicielem wytwórni był Stefan Nasfeter, stryj reżysera Janusza Nasfetera.

## Filmografia
Produkcja:
- Ty, co w Ostrej świecisz Bramie... (1937)
- Kobiety nad przepaścią (1938)